# 世界アラブ馬機構
世界アラブ馬機構（せかいアラブばきこう、英: World Arabian Horse Organization、略称: WAHO）は、純血アラブ種の馬の血統の保護と発展をはかることを目的とする国際的組織。純血アラブ種の国際的な定義を明らかにし、その血統の純血性を維持する役割を果たしている。

## 沿革
1967年にイギリスのアラブ馬協会（Arab Horse Society）が中心となって9ヶ国のアラブ種の関係団体が参加した国際アラブ馬協会会議を起源とする。同会議での合意に基づいて、1970年の2回目会議で国際アラブ馬機構が創設された。

## 組織
アラブ種を生産する各国において、その国内で純血アラブ種の血統登録を行う機関によって構成される。日本からは公益財団法人ジャパン・スタッドブック・インターナショナルが純血アラブ血統書機関として承認されている。
日常的な運営を行うために総会によって選出される4年任期の理事会がある。

## 加盟国
- アゼルバイジャン
- アメリカ合衆国（メキシコ、パナマを含む）
- アラブ首長国連邦
- アルジェリア
- アルゼンチン
- イギリス（アイルランド、ギリシャ。マルタを含む）
- イスラエル
- イタリア
- イラク
- イラン
- ウルグアイ
- エジプト
- オーストラリア（インドネシア、シンガポール、タイ、フィリピン、ブルネイ、ベトナム、マレーシアを含む）
- オーストリア
- オマーン
- オランダ
- カザフスタン
- カタール
- カナダ
- クウェート
- クロアチア
- コロンビア
- サウジアラビア
- シリア
- ジンバブエ
- スイス
- スウェーデン
- スペイン
- スロバキア
- スロベニア

- チェコ
- チュニジア
- チリ（ペルーを含む）
- デンマーク
- ドイツ（ルクセンブルクを含む）
- トルコ
- ナミビア
- 日本
- ニュージーランド
- ノルウェー
- バーレーン
- パキスタン
- ハンガリー
- フィンランド
- ブラジル（パラグアイ、ボリビアを含む）
- フランス
- ブルガリア
- ベネズエラ
- ベリーズ
- ベルギー
- ポーランド
- ポルトガル
- 南アフリカ
- モロッコ
- ヨルダン
- リトアニア
- リビア
- ルーマニア
- レバノン
- ロシア